# Толстянка полушаровидная
Толстянка полушаровидная (лат. Crassula hemisphaerica) — вид суккулентных растений рода Толстянка (Crassula) семейства Толстянковые (Crassulaceae), естественно произрастающий на территории Капской провинции Южно-Африканской Республики.

## Название
Родовое латинское название Crassula происходит от латинского слова crassus, — «толстый», в основном из-за присутствия у растений этого рода сочных листьев.
Видовой латинский эпитет hemisphaerica переводится как — «полусферический».

## Ботаническое описание
Многолетники редко достигают высоты до 15 см в период цветения. Они формируют одну розетку, иногда две или три, с отогнутыми и прижатыми листьями, так что розетка имеет полусферическую форму в сечении. Листья располагаются спирально, а старые остаются прикрепленными к стеблям. Листья обычно имеют яйцевидную форму, реже эллиптическую, размером (10-)15-30(-50) х (8-)15-25(-30) мм. Они обычно тупые и мукронированные, иногда острые, слегка уплощены в дорзивентральном направлении и часто слегка бороздчатые вдоль главной жилки. Листья голые за исключением краевых ресничек и могут быть зеленые, серо-зеленые или буровато-зеленые.
Соцветие представляет собой удлиненный или колосовидный тирс с многочисленными цветками на цветоножках или без них. Оно имеет отчетливый цветонос с короткими прицветниками. Чашечка состоит из широкотреугольных долей длиной 0,5-1 мм, которые могут быть тупыми или округлыми, с небольшими краевыми сосочками или почти голыми, мясистыми и зелеными. Венчик трубчатый, сросшийся в основании на примерно 0,2 мм, белого или кремового цвета. Доли венчика продолговато-обратноланцетные, (2-)2,5-2,8 мм, острые или тупые, изначально прямостоячие, но затем более или менее отогнутые. Тычинки имеют черные пыльники. Чешуйки поперечно-продолговатые размером 0,2-0,4 х 0,5-0,8 мм, редко слегка выемчатые, книзу едва суженные, немного мясистые и желтые. Время цветения приходится на сентябрь-ноябрь.

## Распространение и экология
Растение произрастает в Капской провинции (ЮАР) в горных районах, примыкающих к юго-западной части Большого Кару от Кнерсвлакте до Вустера и распространяется на восток до Уиллоумора. Он обычно обитает на почвах из песчаника или кварцита и встречается в таких типах растительности, как Олбани.

## Таксономия
Crassula hemisphaerica Thunb., первое упоминание в Nova Acta Phys.-Med. Acad. Caes. Leop.-Carol. Nat. Cur. 6: 329 (1778).

### Синонимы
Гомотипные (основанные на одном и том же номенклатурном типе):
- Crassula hemisphaerica var. typica Schönland
- Purgosea hemisphaerica (Thunb.) G.Don

Гетеротипные (основанные на разных номенклатурных типах):
- Crassula alooides Aiton
- Crassula hemisphaerica var. foliosa Schönland
- Crassula hemisphaerica var. recurva Schönland
- Purgosea alooides (Aiton) Sweet
- Turgosea alooides (Aiton) Haw.